# Montenegros damlandslag i fotboll
Montenegros damlandslag i fotboll representerar Montenegro i fotboll på damsidan. Första matchen spelades 13 mars 2012 i Bar. Där blev det stryk med 2-3 mot Bosnien och Hercegovina.